# Deodato Arellano
Deodato de la Cruz Arellano (26 tháng 7 năm 1844 - 7 tháng 10 năm 1899) là một nhà tuyên truyền người Philippines và là Chủ tịch đầu tiên của tổ chức Katipunan. Ông sinh ra tại tỉnh Bulacan là con của Juan de la Cruz và Mamerta de la Cruz. Gia đình đổi tên họ của ông thành Arellano theo đúng nghị định Claveria năm 1849. Arellano học kế toán tại Đại học Ateneo de Manila (nay là Đại học Ateneo de Manila). Ông cũng làm việc như một trợ lý thư ký tại kho vũ khí của quân đội binh đoàn pháo. Ông kết hôn với em gái của Marcelo H. del Pilar, Hilaria G.H. del Pilar vào ngày 22 tháng 4 năm 1877, sau khi người vợ đầu tiên của ông là Paula Rivera đã qua đời.
Cùng với Marcelo H. del Pilar, Arellano là một hội viên Hội Tam Điểm tích cực. Ông kêu gọi người Philippines đang sinh sống ở Tây Ban Nha góp quỹ cho del Pilar chạy trốn đến Tây Ban Nha, vì những bài báo có nội dung chống phá Chính quyền Thực dân Tây Ban Nha đã xuất hiện trong tờ báo Philippines mà Del Pilar xuất bản, Diariong Tagalog (Báo tiếng Tagalog).
Năm 1892, Arellano và những hội viên Tam Điểm khác, như Andrés Bonifacio, gia nhập La Liga Filipina (Liên minh Philippines), được thành lập bởi José Rizal khi ông trở về nước. Arellano được bầu làm thư ký của tổ chức, nhưng Rizal đã bị trục xuất đến đảo Dapitan tại Mindanao vài ngày sau đó. Vào ngày 7 tháng 7 năm 1892, Thống đốc người Tây Ban Nha Eulogio Despujol ngay lập tức thông báo việc trục xuất Rizal đến Dapitan. Cùng ngày đó, tại nhà của Deodato Arellano ở 72 phố Azcarraga, Andrés Bonifacio - một thành viên của La Liga - đã tập hợp Teodoro Plata, Valentin Diaz, Ladislao Diwa, Jose Dizon và Arellano và thành lập hội kín Katipunan. Mục tiêu chính của Katipunan không chỉ là cải cách đất nước, mà là đánh đổ Chính quyền Thực dân Tây Ban Nha, giành lại độc lập cho Philippines
Ông được bầu làm chủ tịch đầu tiên của Hội đồng Tối cao Katipunan. Trong một cuộc họp bí mật vào tháng 10 năm 1892, Arellano được bầu làm Chủ tịch đầu tiên của tổ chức. Với cương vị Chủ tịch, ông đã đề ra bộ luật của Katipunan với sự trợ giúp của Teodoro Plata và Ladislao Diwa. Arellano rất cẩn thận khi chọn thành viên mới vì đã có quá nhiều gián điệp. Tuy nhiên, chức Chủ tịch không nằm trong tay ông lâu. Vài tháng sau đó, vào tháng 2 năm 1893, Andrés Bonifacio chỉ đạo cho Roman Basa thay thế ông làm Chủ tịch của Katipunan. Theo đánh giá của Bonifacio, Arellano là một nhà lãnh đạo làm việc không có hiệu quả. Đây là một sai lầm lớn đối với Bonifacio, vì Arellano rất thận trọng khi chọn các thành viên tham gia Katipunan. Mặc dù thất bại, Arellano vẫn hoạt động tích cực trong tổ chức. Trong khi Bonifacio và các thành viên khác đang tổ chức các hội nghị lớn tại Manila, ông tự tổ chức các hội nghị tại tỉnh Bulacan.
Khi cuộc cách mạng nổ ra vào tháng 8 năm 1896, Arellano tham gia vào lữ đoàn của Gregorio del Pilar, trở thành viên chức ủy nhiệm của lữ đoàn.
Ông đã chiến đấu trong các trận đánh ở Bulacan trong Chiến tranh Philippines - Mỹ, nhưng ông đã mắc bệnh lao trong quá trình chiến tranh và mất vì căn bệnh này trong khi ông và những người đồng đội của ông đang chiến đấu ở dãy núi Cordillera. Các đồng chí của ông đã chôn ông trong nghĩa trang của thị trấn La Trinidad, Benguet.

## Trong văn hoá đại chúng
- Được đóng bởi Julio Diaz trong bộ phim năm 1997: Tirad Pass: The Story of Gen. Gregorio del Pilar
- Được đóng bởi John Prinz Strachan trong bộ phim truyền hình năm 2013: Katipunan